# Синеборск
Синебо́рск — посёлок в Шушенском районе Красноярского края России. Административный центр Синеборского сельсовета.

## История
В 1976 году Указом Президиума Верховного Совета РСФСР поселок центральной усадьбы совхоза «Сибирь» переименован в Синеборск.

## Население
| 2010 |
| ---- |
| 1191 |